# 美式機車

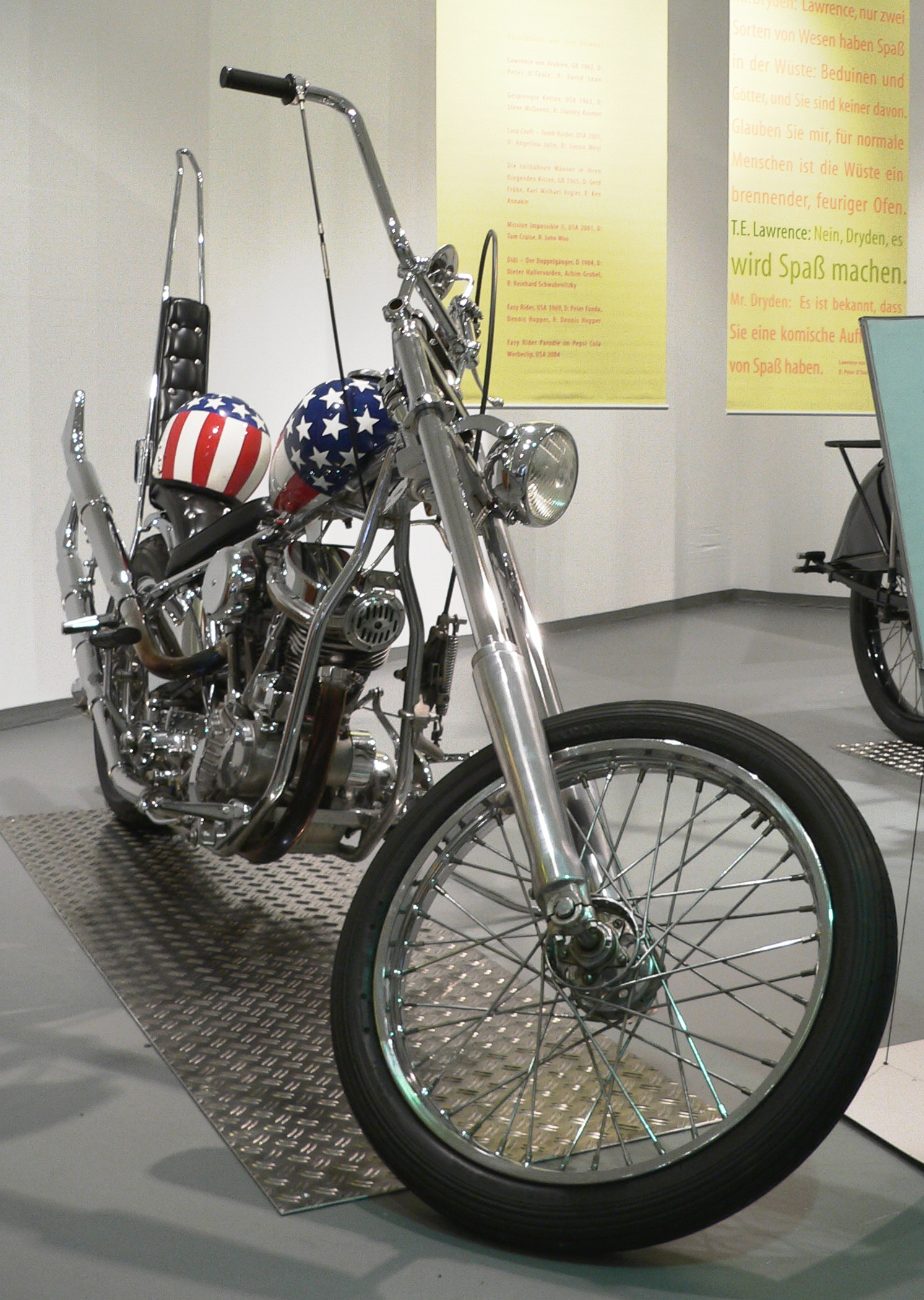
曾在電影《逍遙騎士》（Easy Rider）中使用的美式機車複製品

美式機車（英語：Chopper），又稱為美式巡航車、美式嬉皮車，是一種起源於美國的機車製造風格，最著名的製造廠商為哈雷機車。它主要的特徵是機車車架很長，但是機車車尾短。